# Ernst Henneberg
Ernst Henneberg, nemški general in vojaški zdravnik, * 21. julij 1887, Darmstadt, † 8. oktober 1946, Ulm.

## Življenjepis
Med drugo svetovno vojno je bil korpusni zdravnik 8. armadnega korpusa (1939–42), armadni zdravnik 1. tankovske armade (1942–43), zdravnik Armadne skupine E (1943–45) in nazadnje je bil zdravnik v 17. vojaškem okrožju.

## Odlikovanja
- nemški križ v srebru: 3. december 1943
- 1914 EK I
- 1914 EK II
- Grossherzoglich Hessisches Militär-Sanitätskreuz
- Grossherzoglich Mecklenburg-Schwerinsches Militär-Verdienstkreuz II. Klasse
- Verwundetenabzeichen, 1918 in Schwarz
- Ehrenkreuz für Frontkämpfer
- Wehrmacht-Dienstauszeichnung IV. bis I.Klasse
- Kriegsverdienstkreuz II. Klasse mit Schwertern
- Kriegsverdienstkreuz I. Klasse mit Schwertern